# 凤亭河水库
凤亭河水库位于中国广西壮族自治区南宁市良庆区大塘镇和上思县公正乡境内，是以灌溉为主，兼有防洪、发电、养殖等功能的大（二）型水库。地处十万大山北麓，与屯六水库毗邻并同时兴建。
凤亭河水库通过3.3公里长的渠道向屯六水库放水，继而向钦州市钦北灌区和大塘灌区灌溉，设计灌溉面积17万亩，实际灌溉面积7.6万亩。